# För försvaret av Kaukasus
Medaljen För försvaret av Kaukasus instiftades efter en ukas från Högsta Sovjets presidium av den 1 maj 1944. Skaparen av medaljens bild var konstnären N. I. Moskaljov.
Med medaljen "För försvaret av Kaukasus" belönades alla som hade deltagit i försvaret av Kaukasus (1942-1943), vilket inkluderade värnpliktiga inom den sovjetiska armén, krigsflottan och NKVD, samt även personer ur civilbefolkningen som på ett direkt sätt hade deltagit i försvaret av Kaukasus.
Medaljen "För försvaret av Kaukasus" bärs på den vänstra brösthalvan, och om man har blivit dekorerad med andra medaljer så skall den placeras direkt efter medaljen För försvaret av Kiev.
Fram till 1985 hade 870 000 personer dekorerats med medaljen "För försvaret av Kaukasus".

## Medaljens beskrivning
Medaljen "För försvaret av Kaukasus" tillverkas i mässing och har formen av en cirkel som har en diameter på 32 millimeter.
På medaljens framsida finns en bild på berget Elbrus. I den nedre delen, vid bergets fot, ser man oljetorn och en grupp stridsvagnar i rörelse. Över bergstopparna skymtar fran silhuetter av flygplan. I medaljens övre del står i en halvcirkel inskriptionen "För försvaret av Kaukasus" ("Za oboronu Kavkaza"). Medaljens framsida kantas av vindruvskvistar och blommor. Vid kvistarnas övre del syns en femuddig liten stjärna, vid deras nedre del ser man ett band med bokstäverna "CCCP" ("SSSR", d.v.s. förkortningen av Sovjetunionen) med en bild på hammaren och skäran mitt bland dem.
På medaljens baksida finns inskriptionen "Za nasju sovetskuju rodinu" ("För vårt sovjetiska fosterland"). Ovanför inskriptionen finns avbildad hammaren och skäran.
Alla inskriptioner och bilder på medaljen är utbuktande.
Medaljen sätts genom ett öra och en ring fast ihop med en femkantig metallbricka som är omgiven av ett 24 millimeter brett moiré-silkesband. I mitten av bandet finns två stycken 2 millimeter breda vita remsor, som är avskilda med ett olivfärgad remsa av samma bredd. På sidorna av bandet finns blåa remsor som är 2,5 millimeter breda.